# Руслан (корабель)

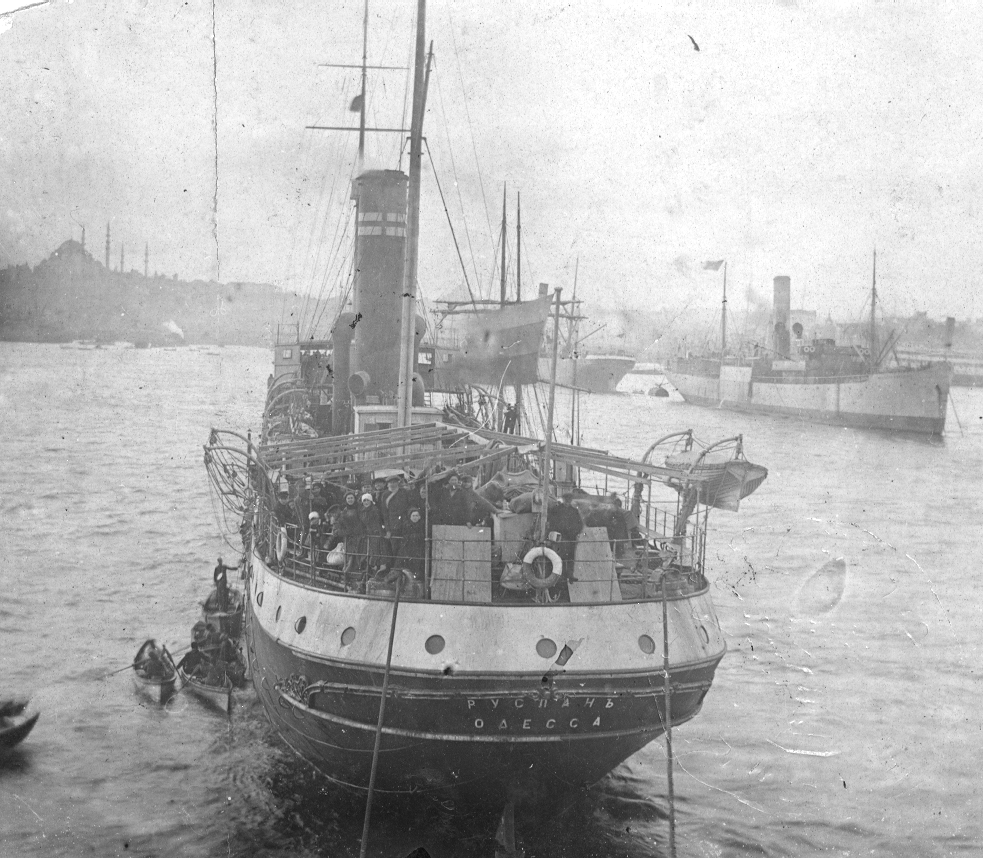
Корабель «Руслан» в порту Кушта (Стамбул) по дорозі з Одеси в Палестину, 1919

Руслан (рос. Русланъ) вважається першим кораблем, що прибув з колишньої Російської імперії в Палестину після закінчення Першої світової війни. На борту було близько 700 пасажирів. «Руслан» прийнято вважати «першою ластівкою», що відкрила період Третьої Алії, хоча насправді він був одним з останніх кораблів, які прибули до берегів Яффи в той рік.

## Історія
У 1919 році в Одесі, з різних причин, зібралася велика кількість євреїв, котрі мріяли поїхати в Палестину. Однак у цей час, у розпал Громадянської війни, було практично неможливо як в'їхати в Росію, так і виїхати з неї. У молодих ініціативних людей виникла ідея. В Одесі перебувало близько 170 єврейських біженців з Цфата і з Тверії. Ці люди були австрійськими підданими, вигнаними з Палестини, які на возах дісталися до Сирії, потім до Туреччини, а звідти на пароплаві до Одеси. Там вони сиділи на своїх пожитках і чекали. Оскільки в 1919 році біженці вже стали підданими Англії, у якої був мандат на управління Палестиною, група молоді звернулась до англійського консула за допомогою у поверненні біженців додому. Консул погодився допомогти і звернувся до влади з проханням надати цим євреям дозвіл на виїзд. Влада не могли відмовити у виїзді іноземним підданим.
Для ще 500 євреїв підробили посвідчення особи так, як ніби вони теж біженці з Ерец-Ісраель. Їх наспіх навчили географії Палестини, щоб у разі допиту вони не видали себе. Всі майбутні репатріанти володіли івритом і англійською і мали при собі посвідчення з фотографіями. У верхній частині посвідчень було написано: «Комітет біженців з Ерец-Ісраель з повернення їх додому». Можна сказати, що це були перші посвідчення нового репатріанта (теудат оле).
«Руслан» відплив з Одеси і, після п'яти тижнів плавання, 19 грудня 1919 року, на третій день свята Ханука, став на якір в порту Яффи.

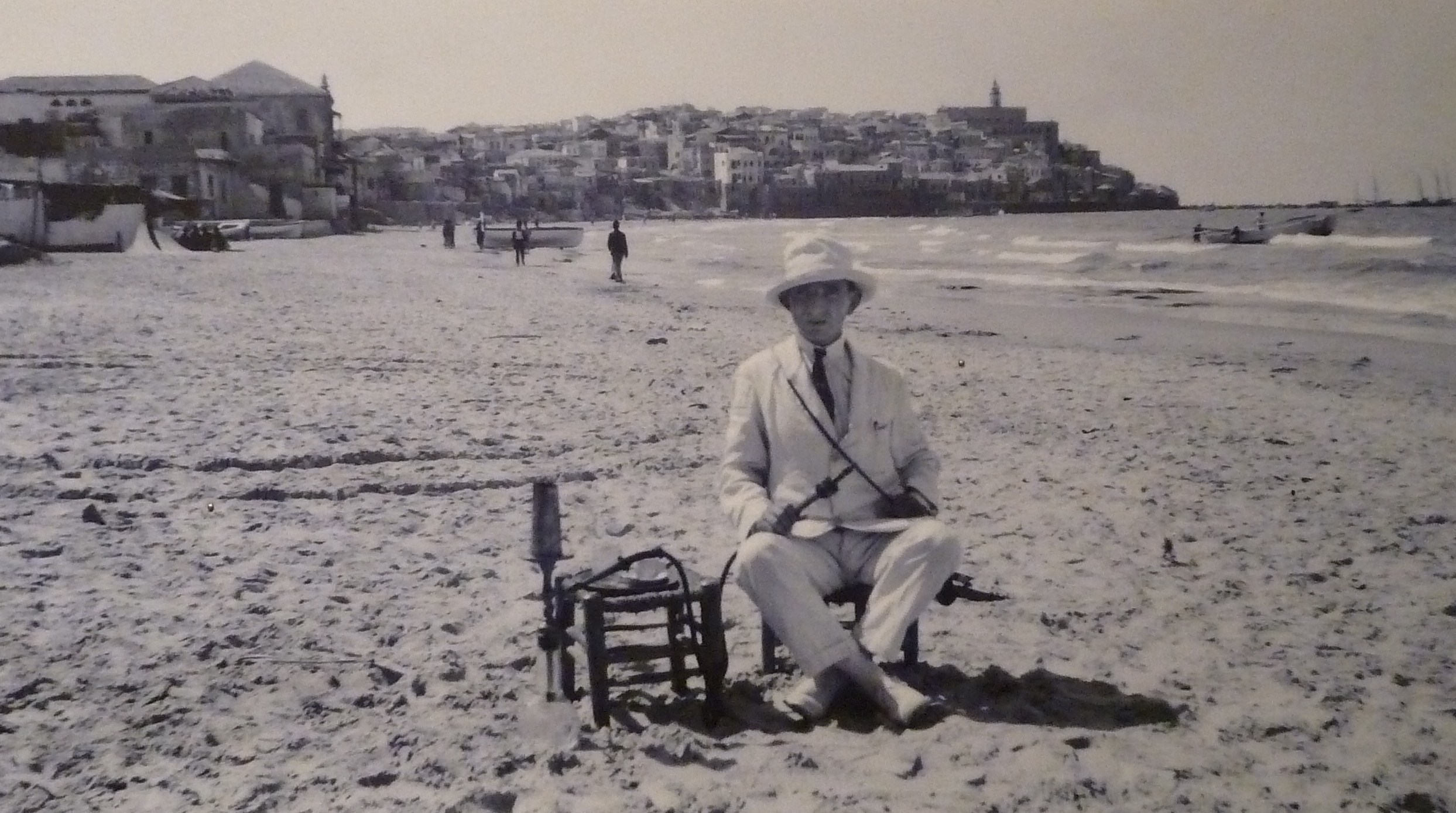
Фотограф Шимон Корбман на березі Середземного моря, Яфо, 1920

## Пасажири «Руслана»
На борту корабля було понад 600 пасажирів. Видатні особистості в списку пасажирів, які в наступні роки мали значний вплив на Ішув і на Державу Ізраїль, були причиною того, що саме «Руслан» називають «Мейфлавером» сіонізму. Серед пасажирів «Руслана»: історик Йосип Клаузнер, архітектори Зеев Рехтер і Єгуда Мегидович, майбутній редактор газети «Га-Арец» Моше Йосеф Гліксон, художники Пінхас Литвиновський і Іцхак Френкель, карикатурист Ар'є Навон, танцівник Барух Агадаті, батьки льотчиці Зохари Левітов, Ісраель Гурі (в майбутньому член Кнесету і батько поета Хаїма Гурі), доктор Хаїм Ясський, — головний лікар лікарні «Хадасса», загиблий в медичному конвої в Хадассі в 1948 році, лікар-епідеміолог Шнеур Авігдорі, професор Ар'є Достровський, Роза Коен — мати Іцхака Рабина, Рахель Коен-Каган, одна з тих, що підписали Декларацію незалежності Ізраїлю, і багато інших. На цьому кораблі повернулися до Палестини поетеса Рахель Блувштейн і художник Йосип Костантиновський (івр. יוסף קונסטנט, Йосеф Констант). Також на кораблі знаходився Яків Перемен зі своєю сім'єю.
Йосеф Клаузнер погоджувався плисти на «Руслані» тільки за умови, що він візьме з собою свою величезну бібліотеку. Виконання цієї умови означало, що на борту повинно було бути на чотири людини менше. Організаційний комітет довго вагався, але, врешті-решт, погодився виконати цю умову, оскільки репатріація Клаузнера вважалася дуже важливим досягненням сіонізму.

## Пам'ять
В Яффо є вулиця Руслан, названа в честь однойменного корабля.
Історія «Руслана», описана в книзі «אלף לבבות» («Елеф левавот», «Тисяча сердець») Дана Цалкі.
У книзі Йохі Брандес («Відуй», «Свідоцтво») (івр. יוכי ברנדס, וידוי) історія «Руслана» розказана з точки зору юної дівчини.